# Directa ad decessorem

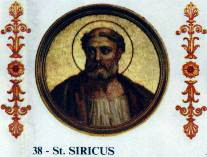
Påve Siricius skrev Directa ad decessorem.

Directa ad decessorem är ett dekretal i form att ett svarsbrev från påve Siricius till den spanske biskopen Himerius av Tarragona, daterat den 10 februari 385. Namnet directa kommer av att biskopen begärt direktiv (directa) från påven i vissa spörsmål som Siricius avhandlar. Himerius begäran sändes till påve Damasus I, men besvarades av dennes efterträdare Siricius. Dekretalet är det första i en rad dokument som publicerades av Magisterium för att hävda apostoliskt ursprung för prästers celibat och sexuella avhållsamhet. Brevet avhandlar även andra ämnen, som förbud mot omvända arianer att återdöpas, att kvinnor inte kan bli präster, samt andra föreskrifter för präster.

## Bakgrund
Vid första konciliet i Nicaea år 325 är det känt att lagen om celibat och sexuell återhållsamhet var antagen. Det var ett krav som ställdes på alla diakoner, präster och biskopar att de inte skulle ha något sexuellt umgänge med hustru eller någon annan; lagen lyder att de inte fick bo med annan kvinna än en nära släkting (som inte var hustru). För att en gift man skulle kunna bli präst krävdes därför att hustrun gav sitt samtycke att leva utan äktenskaplig samvaro. Detta antogs av en rad koncilier, i första rummet synoden i Elvira som ägde rum omkring år 305/306 i Spanien, där det fastslås att om en diakon, präst eller biskop har sexuellt umgänge med en hustru eller annars avlar barn, så skall denne avsättas från sitt klerikala ämbete.
Präster i öst och väst begärdes avhålla sig från sexualliv, vilket var en svår regel att upprätthålla. Seden anknyter till Gamla Testamentets föreskrifter för leviterna, som var präster i Jerusalems tempel, att de för att vara rituellt rena skulle avhålla sig från sex vid de tider som de utförde offertjänst. Även i urkyrkan ställdes därför sexuella restriktioner på präster. Kristna präster deltog emellertid i nattvarden varje söndag, då även martyrernas årliga åminnelsedagar löpande firades. Det saknades därmed utrymme i den kristna kalendern för tider då prästen kunde orena sig med sexuellt umgänge.

## Dekretalet
Påve Siricius behandlar i Directa det faktum att alla präster inte upprätthöll celibatet, utan levde med fruar och barn, i strid mot besluten vid konciliet i Nicaea och synoden i Elvira. Prästerna, som levde på detta sätt, försvarade sig med att leviterna inte levde i en livslång avhållsamhet. Mot detta anförde Siricius i Directa bestämt att prästers sexuella avhållsamhet var evig och härrörde från den apostoliska traditionen. Före Kristus hade Gud endast avkrävt tillfällig avhållsamhet vid tempeltjänst men med Kristus hade prästskapet förts till sin fulländning, varmed den tillfälliga avhållsamheten blivit ständig. 
Den sexuella avhållsamheten var lagstadgad i den kanoniska rätten för samtliga präster, fram till den stora schismen 1054, och gäller för romersk-katolska präster ännu. Många östkatolska kyrkor tillåter dock präster att vara gifta.